# Akeld
 (juin 2023).
Akeld est une paroisse civile et un village du Northumberland, en Angleterre.